# Chi Cúc tần
Chi Cúc tần hay chi Lức (danh pháp khoa học: Pluchea) là một chi thực vật có hoa trong họ Cúc (Asteraceae). Chi này chứa khoảng 40 loài. Chúng là bản địa của vùng nhiệt đới và ôn đới ấm. Phần lớn là dạng cây bụi rậm rạp, chứa nhiều nhựa. Tên khoa học của chi được đặt theo tên nhà tự nhiên học người Pháp Noël-Antoine Pluche.

## Một số loài
- Pluchea arguta
- Pluchea camphorata - Lức long não
- Pluchea carolinensis
- Pluchea eupatoroids - Lức núi
- Pluchea foetida
- Pluchea glutinosa
- Pluchea indica - Cúc tần hay cúc tần Ấn Độ, cây từ bi, lức
- Pluchea lanceolata
- Pluchea obovata - Cúc tần Yemen
- Pluchea odorata
- Pluchea pinnatidifida
- Pluchea pteropoda - Sài hồ nam, lức
- Pluchea rosea
- Pluchea sericea
- Pluchea yucatanensis - lức Yucatan

## Hình ảnh

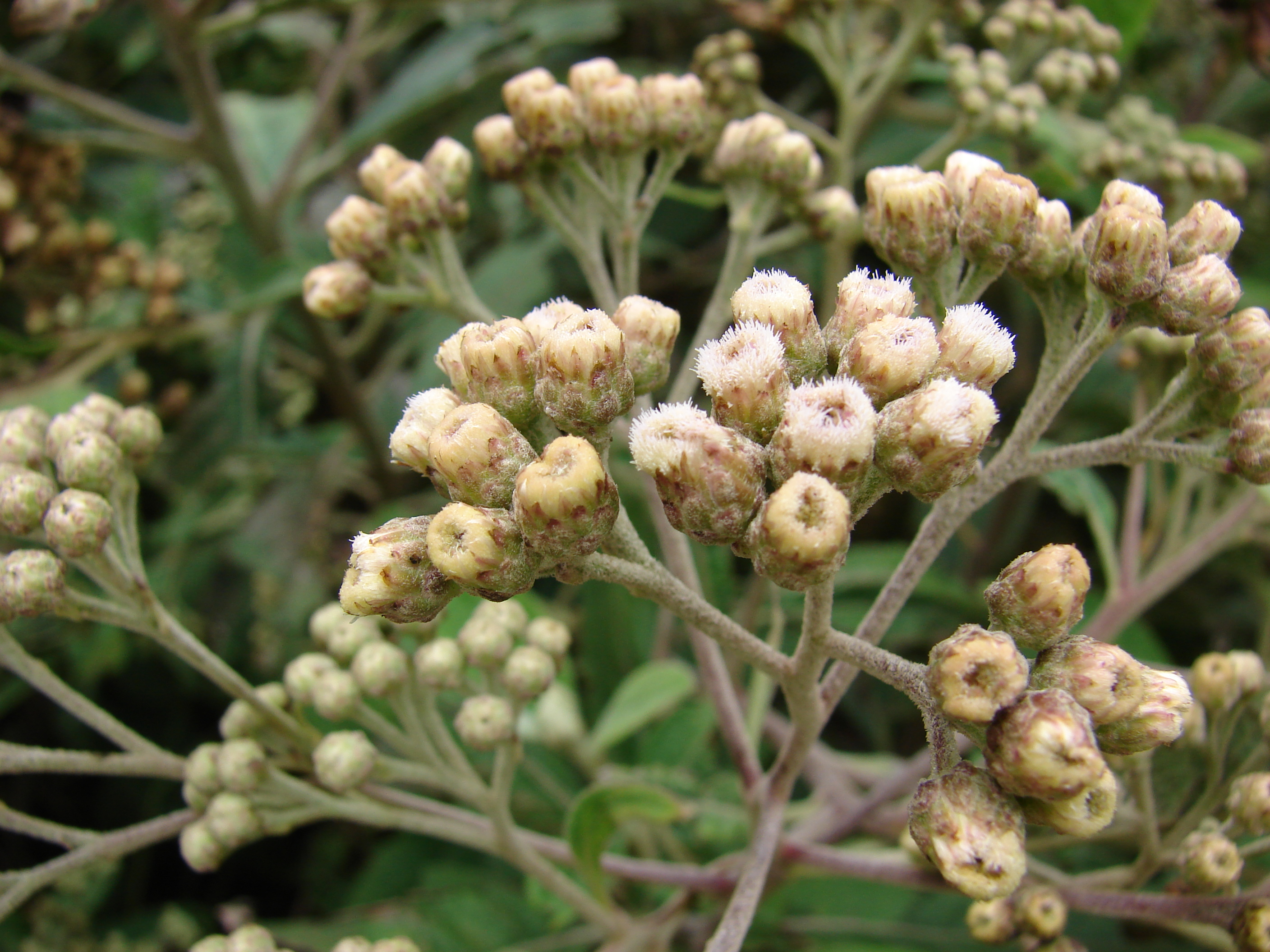
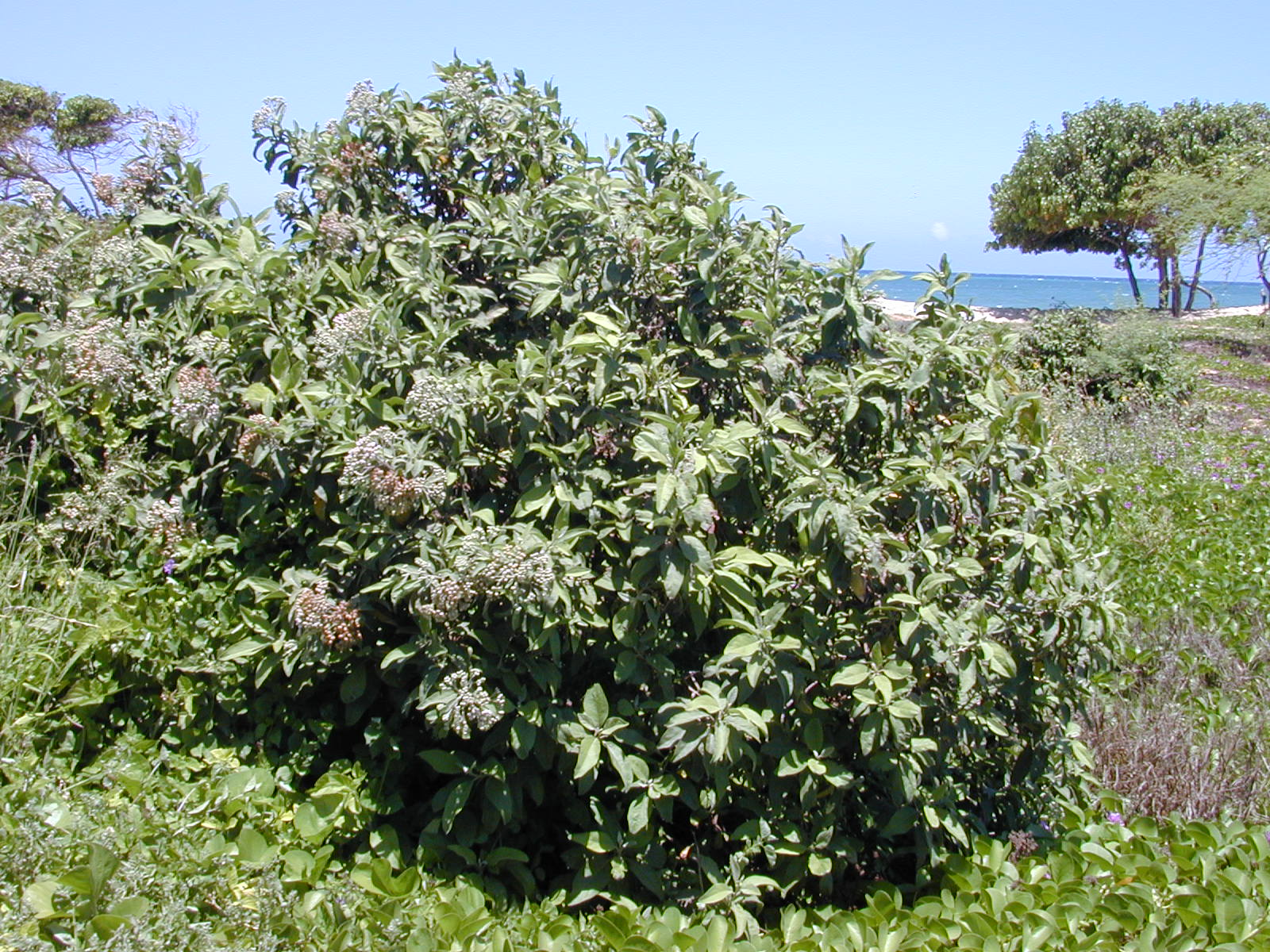